# MBB Lampyridae
Messerschmitt-Bölkow-Blohm Lampyridae, MBB Lampyridae (latinské označení pro světlušku) nebo také Medium Range Missile Fighter (MRMF) byl projektem německého stíhacího letounu s vlastnostmi stealth, který byl vyvíjen v 80. letech 20. století.
Podobně jako u letounů Lockheed Have Blue a Lockheed F-117 Nighthawk mělo být dosaženo snížení radarové odrazové stopy (RCS) pomocí fasetového uspořádání ploch, které tvořily povrch letounu.

## Vývoj
Práce na projektu obtížně zjistitelného stíhacího letounu začaly roku 1981 pod vedením Gerharda Löberta. Cílem konstruktérů bylo vyvinout letoun, který by měl o 20 až 30 dB menší RCS v pásmu X (8 až 12,4 GHz) než konvenční stíhací letouny.
Byly vyrobeny nejméně 4 modely. Jeden z nich v životní velikosti o délce 16 m a rozpětí 8 m a zmenšené modely ve velikosti 3/4 plánovaného letounu, další pak ve velikostech 1/3,5 a 1/20. Ty byly použity jak pro měření radarové odrazové plochy letounu.
Roku 1985 začalo testování modelu letounu v aerodynamickém tunelu v Emmeloordu, který Německo sdílelo s Nizozemskem. Letoun absovoval až do roku 1987 15 upevněných "letů" v aerodynamickém tunelu do rychlosti 220 km/h s drobnými výchylkami do všech os. Téhož roku došlo k ukončení projektu. Konec projektu je připisován návštěvě amerických vědců, kteří byli pozváni na konzultace. Letectvo Spojených států amerických v té době mělo již tajně ve výzbroji letoun F-117. Ten využíval podobnou konstrukci pro snížení RCS. Dle některých zdrojů po této návštěvě USA tlačily na ukončení projektu. K jeho konci také mohlo přispět ukončení financování, neboť náklady na vývoj dosáhly částky 8 993 000 německých marek.
Nástupnická organizace DASA po MBB využila poznatky z vývoje stealth letounu při práci na projektu Technology Demonstrator for Enhancement and Future Systems (TDEFS).
K částečnému odtajnění projektu letounu došlo roku 1995.

## Muzejní exponáty
Ve sbírkách muzea Gerharda Neumanna se nachází model ve zmenšeném měřítku 3/4.